# (1847) Stobbe
(1847) Stobbe es un asteroide que forma parte del cinturón de asteroides y fue descubierto por Holger Thiele el 1 de febrero de 1916 desde el observatorio de Hamburgo-Bergedorf, Alemania.

## Designación y nombre
Stobbe recibió inicialmente la designación de A916 CA.
Más adelante, se nombró así en honor del astrónomo alemán Joachim Otto Stobbe (1900-1943).

## Características orbitales
Stobbe está situado a una distancia media de 2,611 ua del Sol, pudiendo alejarse hasta 2,665 ua. Tiene una excentricidad de 0,02075 y una inclinación orbital de 11,14°. Emplea 1541 días en completar una órbita alrededor del Sol.